# Pyruvatkinasemangel
Der Pyruvatkinasemangel (PK), genauer Pyruvatkinase-Mangel der Erythrozyten oder Hämolytische Anämie durch Mangel der erythrozytären Pyruvatkinase ist eine  seltene angeborene Störung der Glykolyse mit dem Hauptmerkmal einer hämolytischen Anämie.
Die Erkrankung gilt als die häufigste Ursache einer angeborenen, nicht-sphärozytären hämolytischen Anämie.
Die Erstbeschreibung stammt aus dem Jahre 1961 durch die US-Amerikaner William N. Valentine und Mitarbeiter.

## Verbreitung
Die Prävalenz wird mit 3,2–8,5 pro einer Million in westlichen Ländern angegeben, die Vererbung erfolgt autosomal-rezessiv. Bei den Amischen soll die Häufigkeit höher liegen.

## Ursache
Der Erkrankung liegen Mutationen im PKLR-Gen auf Chromosom 1 Genort q22 zugrunde, welches die Aktivität der Pyruvatkinase in den Erythrozyten stört mit vermindertem ATP- und erhöhten 2,3-Diphosphoglycerat (2,3-DPG)-Spiegel im Erythrozyten und wohl infolge Ausfilterung (selektiver Sequestrierung) der nicht regulären jungen Erythrozyten, besonders der Retikulozyten, in der Milz zu einer chronischen hämolytischen Anämie führt.
Die Pyruvat-Kinase ist wichtig zur Energiebereitstellung in den Erythrozyten, die für eine normal lange Lebensspanne der Erythrozyten notwendig ist. Da Erythrozyten keine Mitochondrien haben, muss die gesamte Energie bzw. ATP als Energieträger über Glykolyse gewonnen werden, die durch die Pyruvat-Kinase katalysiert wird. Bei einem Pyruvat-Kinase-Mangel kommt es zu einer Schwellung und vorzeitigen Zerstörung der Erythrozyten mit einer Hämolyse.
Bisher wurden mehr als 300 ursächliche PKLR-Mutationen beschrieben.

## Klinische Erscheinungen
Die Erkrankung ist klinisch heterogen mit einem sehr breiten klinischen Spektrum.
Hauptsymptom ist die hämolytische Anämie. In schweren Fällen kommt es schon zu Manifestationen beim Neugeborenen mit schwerer Neugeborenengelbsucht und lebensbedrohlicher Anämie bei Geburt. In leichteren Fällen zeigt sich eine kompensierte Hämolyse ohne erkennbare Anämie.
Häufig finden sich auch ein chronischer Ikterus mit Gallensteine und Splenomegalie. Es kommen bei Kindern auch Gedeihstörungen, beim Erwachsenen Ulcus cruris, Osteoporose, thrombotische Komplikationen und eine Eisenüberladung mit Hämochromatose vor. Diese Symptome können unabhängig vom Schweregrad der Anämie und unabhängig von Transfusionen auftreten.

## Diagnose
Die Diagnose basiert auf Zeichen der Hämolyse, Messung der Enzymaktivität und wird durch Nachweis der PKLR-Genmutation gesichert.

## Differentialdiagnose
Ein Pyruvatkinasemangel kann sekundär bei Leukämie, myelodysplastischen Syndromen und sideroblastischer Anämie auftreten.
Abzugrenzen ist der Glucose-6-phosphat-Dehydrogenase-Mangel.

## Therapie
Die symptomatische Behandlung erfolgt meist mit Bluttransfusionen, bei schweren Verläufen kann auch eine Splenektomie den Transfusionsbedarf vermindern. Für eine ursächliche Behandlung müsste eine Stammzelltransplantation erfolgen.
In einer multizentrischen prospektiven randomisierten Placebo-kontrollierten Studie konnte Mitapivat den Hämoglobin-Wert bei 40 % der Patienten um mindestens 1,5 g/dl erhöhen, dies wurde unter Placebo bei niemandem beobachtet. Mitapivat ist ein oraler Pyruvat-Kinase-Aktivator in Erythrozyten und in den USA für die Behandlung der hämolytischen Anämie bei Erwachsenen mit Pyruvat-Kinase-Mangel zugelassen.

## Heilungsaussicht
Die Prognose hängt unter anderem vom Schweregrad der Anämie ab.

## Bei Tieren
Ein Pyruvatkinasemangel kommt auch bei Haushunden und Hauskatzen vor. Bei letzteren sind Abessinier- und Somali-Katzen häufiger betroffen, nach einer Studie aus England 36 % der Somalis. Die Erkrankung wird autosomal-rezessiv vererbt, weshalb es nur bei homozygoten Merkmalsträgern zu klinischen Erscheinungen kommt. Für die Diagnostik ist ein Gentest verfügbar.